# Impact (groupe)
Pour les articles homonymes, voir Impact (homonymie).
Impact est un groupe italien de punk hardcore, originaire de Ferrare, actif entre 1980 et 1992. 

## Histoire
Impact est formé à Ferrare en 1980. Les membres du groupe, comme c'était souvent la coutume dans la scène punk hardcore, utilisaient des pseudonymes tels que Paul Root au chant, Stefano « Janz » Ragazzi à la guitare, Bistek à la basse et Alberto « Gigo » Gigante à la batterie. Avec ce line-up, qui verra plus tard l'entrée d'Ajax au chant, le groupe commence son voyage qui les mènera bientôt à l'enregistrement de la cassette 15-3-1982, qui n'a cependant jamais été officiellement publiée.
En 1983, ils entament une collaboration avec Eu's Arse, qui aboutit à la sortie d'un split album auto-produit sur 7" intitulé Questa è la loro speculazione di morte! L'album, sur lequel Infa apparaît pour la première fois au chant, obtient parmi les critiques, celle du fanzine Maximumrocknroll, qui avait une rubrique mensuelle sur la scène punk hardcore internationale. En 1984, le groupe est invité par R Radical Records à participer à la double compilation International P.E.A.C.E. Benefit Compilation, qui comprendra, entre autres, des groupes tels que Crass, D.O.A., Dirty Rotten Imbeciles, Septic Death, Conflict, Reagan Youth, White Lies, Subhumans, Dead Kennedys, Butthole Surfers, mais aussi d'autres groupes de la scène italienne comme Negazione, Peggio Punx, Cheetah Chrome Motherfuckers, Contrazione, Declino, RAF Punk et Wretched. La compilation est publiée en collaboration avec le fanzine San Francisco à distribution internationale Maximumrocknroll, qui avait une rubrique mensuelle sur la scène punk hardcore italienne.
En 1985, Impact produit l'album Solo odio pour Chaos Productions. Le label est le projet de production de Wretched, avec lequel ils ont sorti de nombreux groupes de la scène italienne et au-delà. Le disque apparaît, pour son énergie et ses paroles politisées, comme l'un des plus représentatifs du punk hardcore italien. Au cours de la tournée qui suit, le groupe connait plusieurs changements de line-up, qui s'est stabilisé avec la disparition de Bistek au chant et l'arrivée de Diego Fabbri, précédemment membre de Disarmo Totale. En 1987, ils sortent un album vinyle intitulé Attraverso l'involucro chez Blu Bus, un label né de la collaboration entre Kina et Franti. 
En 1990, Tutto tace sort chez TVOR on Vinyl. Le disque ne rencontre pas l'approbation des précédents, déclenchant une spirale qui conduira à la séparation du groupe en 1992. Cependant, le groupe se réunit pour jouer en 2016. En 2021, le batteur Alberto « Gigo » Gigante décède à l'âge de 56 ans des suites du Covid-19.

## Discographie

### Albums studio
- 1982 : Impact demotape (cassette, auto-production)
- 1984 : Solo odio (LP, Chaos Produzioni)
- 1987 : Attraverso l'involucro (12", Blu Bus)
- 1990 : Inganno senza fine (7", Circus)
- 1990 : Tutto tace (LP, TVOR on Vinyl)

### Splits
- 1983 : Questa è la loro speculazione di morte! (split 7" avec Eu's Arse, auto-production)
- 1991 : Concerto Al C.S.A. Udine - Impact and Fast-Idio (cassette, C.S.A. Udine)
- 1995 : Impact/D.U.S.K. split E.P. (split 7", Circus)

### Compilations
- 1982 : Concerto Punk - Torviscosa (UD) 2-10-82 (cassette, Nuova Fahrenheit, Gruppo Sociale Bassa Friulana)
- 1983 : Lorteland (cassette, Boston Tea Party)
- 1983 : Autogestione! (cassette, Nuova Fahrenheit)
- 1984 : International P.E.A.C.E. Benefit Compilation (2 LP, R Radical Records)
- 1985 - Ex Enel 13/7/85 (cassette, Seminale Produzioni)
- 1986 : Emma (2 LP, M. A. Draje)
- 1990 : Rifiuto (cassette, Az Autoproduzioni)
- 1990 : Shabab (LP, Blu Bus)
- 1990 : Prima Della Seconda Repubblica (cassette, Provincia Attiva)
- 1990 : Rovina Hardcore - Live 1981-1985 (cassette, Provincia Attiva)
- 1995 : 80-85 (LP)
- 1996 : No One Can Decide For You (The Furious Years of Italian Hardcore-Punk In 7 Inches) (CD, Antichrist/Dionysis)
- 2005 : Hate/Love (2 CD / 2 LP, LoveHate80 / S.O.A. Records / Mele Marce Records)
- 2005 : 80-87 (CD)